# Съчинение
Съчинението е авторски текст.
Етапи в работата върху съчинение:
- подготовка за писане на съчинение.
- самостоятелно създаване на неговия текст.
- редактиране на текста.

## Видове съчинения

### Съчинение описание
То трябва да бъде правдоподобно, да разкрива достатъчно и съществени белези, за да представи вярно обекта, да борави с подходящ подбор от думи, съобразен с вида на представяния обект. Съчинението описание следва общия композиционен модел: увод, изложение, заключение. Подреждането на описателните моменти трябва да се движи от общата представа към уточняващите детайли.

### Съчинение повествование
Повествованието разказва за нещо случващо се, като действията и състоянията се разполагат в реално протичащо време. В основата на разказването е случка, която трябва да бъде представена с нейното начало, развитие и край. Освен основния епизод в повествованието може да има и допълнителни елементи – описание, разсъждение, диалог. Тяхното присъствие не е задължително.
Повествованието може да се води в аз-форма или в третополична той-форма. В него преобладава авторската реч, която се допълва от пряка и непряка чужда реч.
Композицията на съчинението повествование съдържа като основни елементи:
- встъпителна част – запознава с времето и мястото на действие, въвежда героите.
- същинска част – разказва основната случка или събитие.
- заключителна част – разказва последиците от случилото се.

### Съчинение разсъждение
Отговор на въпрос – устен или писмен текст, с който защитаваме свое становище по поставен чрез въпрос.
Съчинение разсъждение се съставя по определени точки. Те са:
1. Увод – насочва към поставената тема. В него се съдържат данни за автора, които са свързани с поставената тема. Насочва към проблемите, които са поставени в заглавието. Трябва да съдържа името на автора и произведението.
2. Теза – пряк отговор на поставения въпрос. Отговаря се с няколко изречения-сбито и точно. Тезата изразява мнението на автора на съчинението по поставения проблем. Тя е сбор от няколко твърдения. Всяко от тях представлява отделна подтеза, която трябва да бъде доказана в изложението.
3. Изложение – чрез разсъждения се доказва, че тезата е вярна. Чрез размисли се отговаря подробно на поставения въпрос. Дават се примери от текста. Цитатите сами по себе си не могат да бъдат доказателство. Те могат само да подкрепят доказателствата. Те не трябва да се преразказват. При размислите е необходимо да се определи какво казва писателят по въпроса, който ни интересува:Защо го казва?; Как го казва?; С какви художествени средства?. Резултатите от разсъжденията се оформят в извод.
4. Заключение – представлява обобщение под формата на извод на казаното в изложението.